# Hamura
Hamura (羽村市 -shi) é uma cidade japonesa localizada na província de Tóquio.
Em 2003, a cidade tinha uma população estimada em 56 091 habitantes e uma densidade populacional de 5 660,04 h/km². Tem uma área total de 9,91 km².
Recebeu o estatuto de cidade a 1 de Novembro de 1991.